# Mysz indochińska
Mysz indochińska (Mus pahari) – gatunek gryzonia z rodziny myszowatych, występujący w Azji Południowo-Wschodniej i w Himalajach.

## Systematyka
Gatunek został opisany naukowo w 1916 roku przez O. Thomasa. Należy do podrodzaju Coelomys. Analizy DNA mitochondrialnego wskazują na bliskie pokrewieństwo z myszą zębiełkowatą (M. crociduroides); te dwa gatunki tworzą klad z myszą dżunglową (M. mayori). Znaleziska kości i zębów w jaskiniach świadczą, że mysz indochińska żyła w Chinach i Tajlandii już w środkowym plejstocenie.

## Biologia
Myszy indochińskie żyją w północno-wschodnich Indiach, Bhutanie, Mjanmie, południowych Chinach, w Tajlandii, południowo-zachodniej Kambodży, Laosie, oraz północnym i środkowym Wietnamie. Występuje na wysokości od 200 do 2000 m n.p.m. Prowadzi nocny, częściowo nadrzewny tryb życia. Występuje głównie w lasach górskich, zarówno pierwotnych jak i wtórnych, także na skraju lasu. Buduje kuliste gniazda w suchej trawie.

## Populacja
Mysz indochińska ma szeroki zasięg występowania, choć generalnie jest nieliczna. Populacja jest stabilna. Nie są znane zagrożenia dla gatunku, gryzonie te występują prawdopodobnie w wielu obszarach chronionych; jest ona uznawana za gatunek najmniejszej troski. Indyjskie prawodawstwo uznaje ją za szkodnika.